# چوئنی تسرینگ
چوئنی تسرینگ (الفبای تبتی: ཆོས་དབྱིངས་ཚེ་རིང་
; چینی: 曲尼次仁؛ زادهٔ ۱۵ مهٔ ۱۹۸۶) هنرپیشه اهل تبت است که در فیلم کوهنوردان محصول سال ۲۰۱۹ نقش آفرینی کرده‌است..